# حصار تلمسان
مدينة يغمراسن أصبحت محاصرة كما أصبح جدارها الثاني يتعرض إلى هجمات بالمجانيق الثقيلة والمقاليع. وتعتبر مدة وكثافة الهجمات لهذا الحصار فريدة من نوعها في تاريخ البشرية. أين انتهى دون أن تستسلم تلمسان بالرغم من المعاناة الكبيرة التي لحقت بشعبها.

## الأهمية الاقتصادية لتلمسان
في هذا الزمن كانت فيه القوافل العابر للصحراء تمثل القوة الاقتصادية والتجارية لمنطقة البحر الأبيض المتوسط على أساسها كانت إمدادات الذهب تزين المدن الفاخرة للمغرب وإسبانيا. وفي هذه التبادلات كانت تلمسان تمثل نقطة عبور محورية. ولم يفقد هذا المحور الحيوي من قوته ومكانته الإستراتيجية إلا بعد قرنين من الزمن، أي في القرن السادس عشر بعد اكتشاف الطرق البحرية إلى العالم الجديد أين أخذ ذهب الأمريكتين محل الذهب الأفريقي. في بداية القرن الرابع عشر، كانت مدينتي فاس وتونس وتلمسان بالرغم من غناها وقوتها، ولكن كانت قوتهم هشة لاعتمادهم على تحالفات وقتية مع القبائل التابعة لها، ولهذا كانت دائمة البحث عن تحالفات جديدة ولو مع القوى المعادية، وفقا للمصالح الآنية والتي يتطلبها الموقف.
إن يوسف ابن يعقوب الطموح، وريث سلالة المرينيين خطط لغزو تلمسان، لأنه كان يعتقد بأنه السبيل الوحيد للتوسيع من حدود مملكته والسيطرة التامة على طريق الذهب. وكانت آخر ذريعة لهته المواجهة النهائية والتي تراكمت منذ زمن وخاصة منذ سقوط سجلماسة في يد الزيانيين، والتي استعادها المرينيون في سبتمبر 1274. وخلال النهب التي تعرضت له المدينة، قتل عدد كبير من أسرة يغمراسن. وسيعرف هذا الصراع ذروته في حصار تلمسان بين أبريل 1299 ويوليو 1307. وكانت مناورات السلطان المريني بسيطة ولكنها فعّآلة. ابتدءا في 1295، عَزَلَ تلمسان عن جميع المدن والقرى التابعة لها. حيث عرَّض مدينة وجدة للسلب والنهب وتم تطويع كل القبائل، وخاصة منها توجين وأولاد سلامة وبني يلتم. وفي السنة الموالية قام بمحاولة غزو ضد تلمسان ليدرك بعد ثلاثة أشهر بأن المهمة ليست بالسهلة. ولهذا قرر إعادة بناء وجدة من جديد لتكون مركزة للجيش وتارك هته المهمة لأحد أشقائه. وبخيانة من حاكمها - والتي كانت عملا رائجا في هذا الزمن- سقطت مدينة ندرومة بين أيدي المرينيين. ووقعت هذه الحادثة حين كان عثمان بن يغمراسن يحاول استعادة بعض الثغور التي كان قد سيطر عليها المرينيين. وعند مغادرته تلمسان لم تكن القوات المتمركزة في المدينة بالعدد الكافي للدفاع عنها وأصبحت بالتالي معزولة عن الجزء الأهم من جيشها. فتحيّن الفرصة يوسف بن يعقوب لينقض على مدينة الجدار. ولحظة سماع يغمراسن بالخبر عاد مسرعا وفي الوقت المناسب، ليصل تحت أسوار المدينة قبل ساعات من وصول أولى مفارز المرينيين. ومن فوق الأسور فيّم المدافعون بالنظر هول المعارك القادمة. نحن في اليوم الثاني من شهر شعبان 698هـ (6 ماي 1299م). وابتداء من اليوم ستمضي تلمسان تسع رمضانات تحت الحصار، وستنقطع عنها ورود أية مساعدات أو حتى أنباء من عالمها الخارجي. في الفترة التي قطعت تلمسان عن العالم احتل المرينيون كل منطقة المغرب الأوسط وأصبحت راية يوسف ابن يعقوب ترفرف على المدن الرئيسية كوهران، ومازونة، وتيارت، مليانة، شرشال، تنس، المدية، وجميع المناطق الحيوية للتيطري.

## جدار حول المدينة
لم تشهد أبدا أي مدينة في العالم عزلة كالتي عرفتها تلمسان. أين بنا السلطان المريني حول المدينة حزام حجري بفتحات حتى يتمكن مهاجميه من ولوج والخروج من حول تلمسان. ليبدأ بعدها ببناء مدينة جديدة على الغرب من تلمسان واسماها المنصورة حتى تكون مركزا لقواعده. وكما يؤكده بن خلدون من الشهادات الحية التي سمعها في رحلته انه طوال هذه السنوات الثمان من الحصار، لم يمر يوم واحد دون أن يؤمر السلطان المريني قادته بالهجوم على تلمسان. كما كانت سماء تلمسان لا تكاد تنقشع عنها الغبار المنبعث لدى التطام القذائف بالمباني والساحات المحيطة بها لشدة القصف المتواصل. ولم يشهد سكان على المعمورة من معاناة طويلة قط كما شهده التلمسانيون ولم تعرف مدينة مقاومة عنيدة وشجاعة باسلة مع تصميم للمضي قدما في المقاومة كما عرفته مدينة تلمسان. في السنة الخامسة للحصار أي (1304)، مات عثمان بن يغمراسن. وأعطي هذا الحدث لمأساة المدينة مشهدا درامية إضافي للخطر المحدق بالمدينة، لما كان يمثله من رمزية التصميم على مواجهة العدو. كما يحكي ابن خلدون بشهادة أستاذه إبراهيم عبد اللي. «أن عثمان ابن يغمراسن توفي في الحمام الذي كان يأتيه من أجل الاسترخاء وحتى يطفأ ضمأه طلب كاسا من اللبن الرائب واستسلم للنوم لتفيض روحه بعدها إلى بارئها». ضن الناس بأنه ربما انتحر ليتجنب رؤية المشهد المروع الذي يخبؤه المرينيين لمدينته ولشعبه وبالأخص لأسرته. الملكة التي هي في نفس الوقت بنت السلطان الحفصي بعد سماعها بوفاته أتت بطفليها وأغلقت جميع أبواب المشور واجتمع شيوخ بني عبد الواد بشكل طارئ لا يحتمل التأخير فعيّنوا بن زيان، الابن الأكبر لعثمان كوريث شرعي للعرش. وكإشارة للعهد الجديد قام قادة الزيانيين بطلعة انتحارية ضد العدو الذي ابهرته الروح القتالية التير يتمتع بها السكان والتي لم تأت عليها سنون الحصار. هذا الحصار الذي دام حتى الآن خمس سنوات، لا زالت تلمسان تأخذ زمام المبادرة وتبدأ بالهجوم. وهنا بدأ الشك يدخل في قلوب المرينيين. وارتفعت بعدها زغاريد النساء من على أسطح المنازل وفي الطرقات عرفانا بشجاعة فحولتهن لبعث رسالة الصمود والتحدي لمن هم وراء الأسوار. ولكن كانت معاناة المدينة كبيرة نتيجة لنقص في المؤن وقلة لموارد ويصف ابن خلدون بشاعة الموقف آنذاك. كما يعطينا بعض التفاصيل عن أسعار المواد الغذائية والتي ستشمل الآن الحيوانات الأليفة والعصافير البرية بل حتى القوارض والحيوانات المريضة. وبدأ السكان خلع أسطح منازلهم للتدفئة. ومن المرجح خلال هذه الفترة الحرجة التي مرت بها تلمسان فقدت واحدة من أربع نسخ من القرآن الكريم التي كتبها عثمان بن عفان هذا الكتاب ظل في تلمسان منذ جوان 1248. وانتقل من يد الخليفة الأموي في قرطبة مرورا بفاس لينتهي به المطاف في تلمسان. بينما كان الموت يخيم على مدينة يغمراسن، فإن مدينة المنصورة التي بناها السلطان المريني يعقوب بن يوسف وصلت لذروة مجدها. حيث أصبحت المقر الجديدة للمرينيين. وبدأ يحفلها السفراء والتجار من مختلف أنحاء العالم الإسلامي، ومثلت مركز جذب بالرخاء السائد ومن جهة خوفا من غطرسة وانتقام هذا السلطان ذو الطموحات اللامحدودة. وكان يتلقى وفودا من بجاية وتونس. حتى حكام مصر وسوريا اعترفوا بسلطته المتصاعدة فأرسلوا إليه بالهدايا النفيسة. وعرفت هته المدينة (المنصورة خلال الثماني سنوات الماضية في المدينة تطورا كبيرة.

## طلب من كريمات تلمسان
بعد تأكده من اقتراب النهاية الأليمة للمدينة قرر جيش بني عبد الواد القيام بالمعركة الأخيرة والموت تحت ضلال سيوفهم. وأقام زيان بن يغمراسن شخصيا الصلاة من الاستشهاد. اعتبارا من صباح يوم الأربعاء جويلية (يوليو) 1307، كما دعا السلطان حارس مخازن القمح لتقييم المخزون الغذائي. فلم فيها ما يكفي لأكثر من يومين. فطلب السلطان عدم الكشف عن هذه الأخبار. ولم يبلغ بها سوى الأمير أبو حمو شقيق السلطان. وأثناء المقابلة دخلت عليه إحدى نساء القصر بطلب نزل عليه كالصاعقة: إن نساء المدينة يفضلن الموت على ان يقعن فريسة للمعتدي. فتحول أبو حمو نحو شقيقه ما من حل بديل لذلك. فينبغي تنفيذه وعلى الفور. فكر السلطان للحظة ثم قال: فلننتظر ثلاثة أيام إضافية. ربما بعد كل هذه المآسي أنقذنا الله. وبعد مضي ثلاث أيام سنضع القرار حيز التنفيذ. في حين كان أبو حمو يريد أن ينهي الأمر على الفور. ولكنه احترم قرار أخيه. غذن بعد ثلاثة أيام، ستمر رقاب النساء على يد السياف وسيموت الرجال مع أسلحتهم في المواجهة النهائية. وفي نفس يوم الأربعاء، استيقظت المنصورة كأيتها يوم عاد. أين كان يعقوب بن يوسف ملقا على ظهره، ينتظر ان تخضب لحيته الحمراء بالحناء. ودخل عليه الخصي يسمى «سعادة» غرفته مسلحا بخنجر ليرتمي على الملك يصوب له عدة طعنات في البطن. مات يعقوب بن يوسف مستنزفا بجراحه. ليطوي بهذا محنة التلمسانيين.

## معجزة الخلاص
في الوقت نفسه في تلمسان، وكان عثمان قد انعزل في غرفه في المشورمع ابن الحجاف، مدير المخزونات الغذائية. والذي يروي: «طلب مني الحارس على الباب يلوح لي بأن رسولا جاء من معسكر المرينيين، يقف على عتبة القصر. لم أستطع الرد عليه سوى بحركة ولكن مجرد هاته الحركة أغضبت السلطان ولكن عندما خبرته بمن يكون طلب سمح بمقابلة الرسول. توقف الرجل أمام الأمير ووجه له هذه الكلمات؛ يوسف بن يعقوب مات للتو في هذه اللحظة وجئتك برسالة من حفيده أبو ثابت. طلب السلطان بحضور كلا من وشقيقه ووجهاء بني عبد الواد لتقرأ عليهم الرسالة. وكانت هاته الهبة الإلهية من الهبات التي يمن الله بها على عباده» الوفاة المفاجئة للملك المريني في 13 مايو 1307 اعتبرت معجزة. هذا الحدث من شأنه أن يؤدي إلى صراع على الخلافة في بيت المرينيين مما سيفيد خاصة عاصمة الزيانيين «لؤلؤة المغرب» ولو إلى حين. ولخليد هته الذكرى ضربت عملة جديدة تحمل عبارة «وما اقرب فرج الله». ليحصل في أبريل 1308، بوزيان يغمراسن من ضباط المرينيين استلام جميع المعاقل التي كانت قد وقعت تحت سيطرتهم. ولتلقى كل القبائل التي ساندت العدو إما الفرار إلى المناطق القاحلة أو العقوبة المفروضة على المهزوم. وسيتم محو المنصورة الممجدة للمرينيين من على الخريطة. ولم يبقى منها سوى أنقاض مئذنة المسجد والتي ما زالت حتى اليوم شاهدة كمدينة للأشباح عاشت ازدهرت على حساب شقاء مدينة شقيقة. أسفرت هذه الحرب عن مقتل 120.000 شخص في تلمسان حسب مؤرخ المدينة يحيى ابن خلدون.

## مقالات ذات صلة
1. تلمسان
2. تاريخ تلمسان
3. أبواب تلمسان